# Pabu
Pabu é uma comuna francesa na região administrativa da Bretanha, no departamento Côtes-d'Armor. Estende-se por uma área de 7,83 km². Em 2010 a comuna tinha 2 863 habitantes (densidade: 365,6 hab./km²).